# Tortuella
Tortuella là một chi thực vật có hoa trong họ Thiến thảo (Rubiaceae).

## Loài
Chi Tortuella gồm các loài: